# Tengizchevroil
Tengizchevroil (russisch Тенгизшевройл) ist ein Mineralölunternehmen in Kasachstan mit Sitz in Atyrau. Es ist ein Joint Venture zwischen der Chevron Corporation (50 Prozent), ExxonMobil (25 Prozent), KazMunayGas (20 Prozent) und LukArco (5 Prozent).

## Geschichte
Tengizchevroil wurde am 6. April 1993 gegründet. Das Unternehmen hat für 40 Jahre das Recht, Erdöl im Tengizfeld zu fördern. Bis 1996 bestand das Joint Venture nur aus der Chevron Corporation und KazMunayGas. Erst später stiegen ExxonMobil und LukArco, ein Joint Venture zwischen Lukoil und der Atlantic Richfield Company, ein. Die Atlantic Richfield Company wurde 2000 von British Petroleum übernommen, jedoch verkaufte British Petroleum im Dezember 2009 seine Anteile für 1,6 Milliarden US-Dollar an Lukoil. Lukoil hält seitdem 5 Prozent der Anteile an Tengizchevroil durch das Tochterunternehmen LukArco.
Tengizchevroil genehmigte im Jahr 2016 das "Future Growth"-Projekt "Wellhead Pressure Management Project" (FGP-WPMP), eine große Investition, welche die Erdölförderung in Tengiz um weitere 12 Millionen Tonnen jährlich auf 39 Millionen Tonnen (850.000 Barrel täglich) erhöhen sollte. Eine zusätzliche Phase des Projekts wurde beschlossen und im Februar 2025 war das "Future Growth"-Projekt abgeschlossen, die Gesamtkosten beliefen sich auf 47 Milliarden US-$.

## Förderung
Im Jahr 2009 förderte Tengizchevroil insgesamt 22,5 Millionen Tonnen Erdöl. Die Fördermenge für 2013 stieg auf 27,1 Millionen Tonnen. Das "Future Growth"-Projekt soll die Ölförderung auf 1 Million Barrel Öl-Äquivalent täglich steigern und die Lebensdauer des Feldes erhöhen, dazu wurde auch das naheliegende "Korolev"-Ölfeld durch Tengizchevroil erschlossen. Damit ist es gemessen an der Erdölfördermenge das größte Mineralölunternehmen Kasachstans.